# Yangyang-gun
Yangyang-gun (koreanska: 양양군) är en landskommun i Sydkorea. Den ligger i provinsen Gangwon, i den norra delen av landet, 150 km öster om huvudstaden Seoul. 
Yangyang-gun är indelat i en  köping (eup) och fem socknar (myeon). Centralorten är köpingen Yangyang-eup och socknarna är Ganghyeon-myeon, Hyeonbuk-myeon, Hyeonnam-myeon, Seo-myeon och Sonyang-myeon.
I kommunen finns en flygplats, Yangyang International Airport, som har inrikesflyg till ett antal destinationer (januari 2021). 